# Euplocia radians
Euplocia radians är en fjärilsart som beskrevs av Pieter Cornelius Tobias Snellen 1879. Euplocia radians ingår i släktet Euplocia och familjen nattflyn. Inga underarter finns listade i Catalogue of Life.

## Bildgalleri

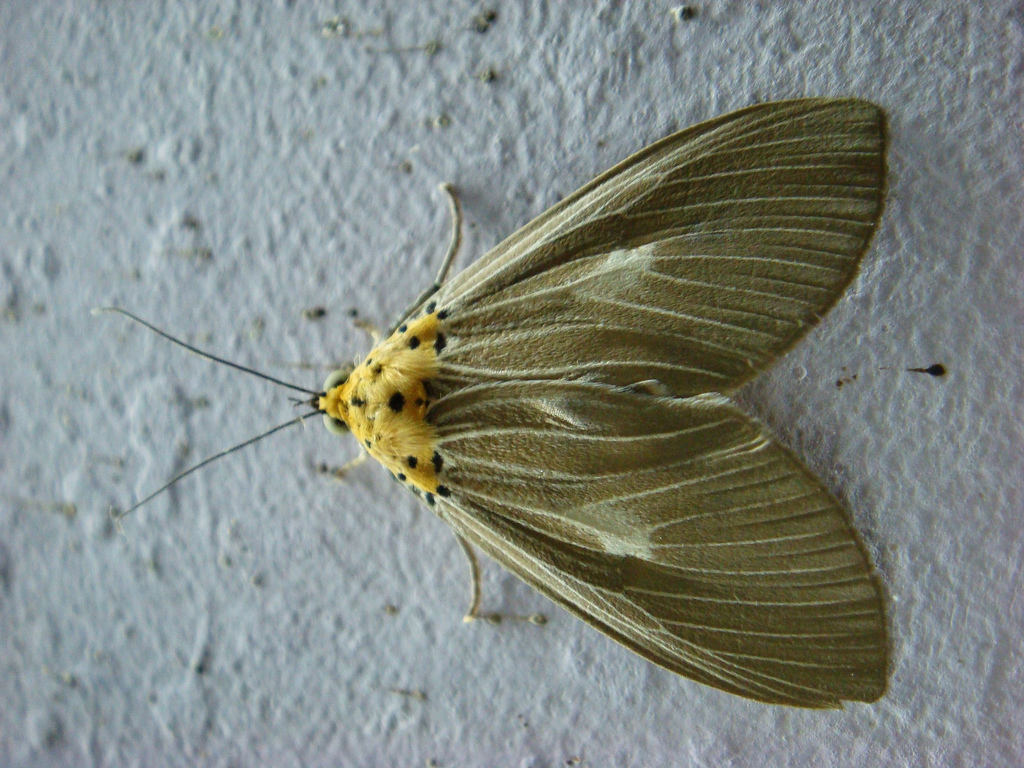
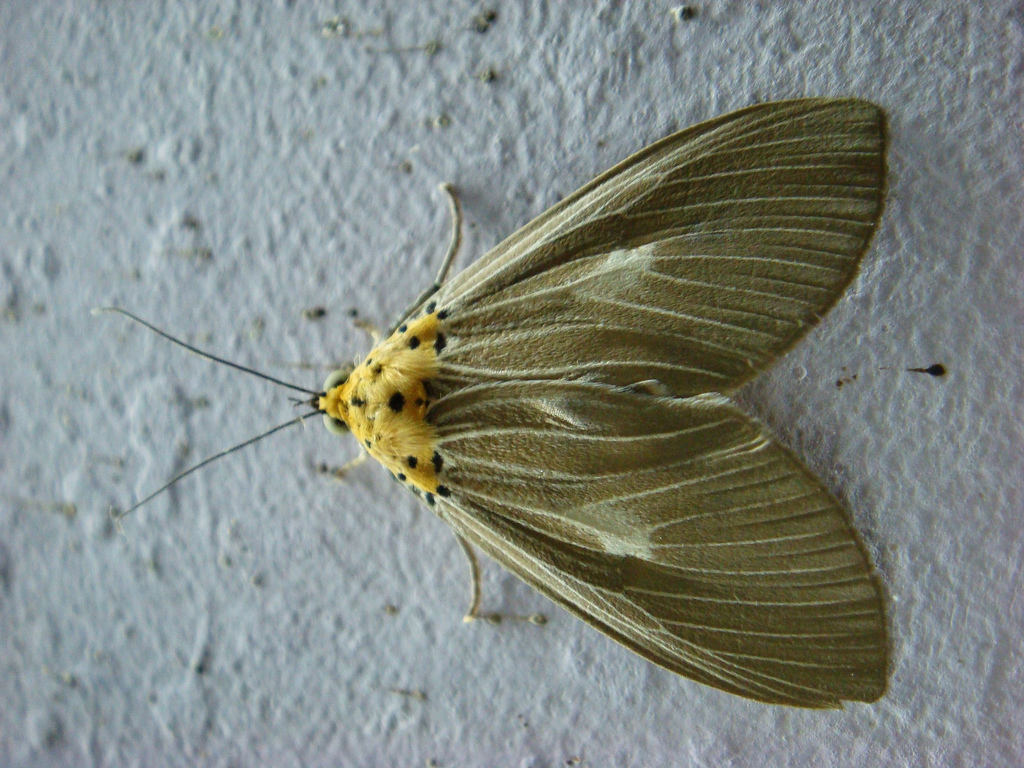